# Escut d'Eswatini
L'escut d'Eswatini, antiga Swazilàndia fins al 2018, fou adoptat el 30 d'abril de 1968, poc després de proclamar-se la independència, i concedit pel rei Sobhuza II.
En camper d'atzur, hi figura l'escut tradicional zulu posat en pal, amb les fletxes i el bastó de lluita, tot al natural, procedents de la bandera. Com a suports, un lleó a la destra i un elefant a la sinistra, també al natural, a banda i banda de l'escut, que descansen damunt una cinta amb el lema nacional en swati: SIYINQABA ('Som la fortalesa'), escrit en lletres majúscules. Com a cimera, un borlet d'atzur i or somat d'una corona de plomes al natural.
L'escut representa diversos elements de la cultura swazi. El lleó representa el rei, i l'elefant la reina mare. L'ishilunga, o escut de guerra, zulu és un senyal de protecció, i la corona de plomes, anomenada lidlabe, la sol dur el rei durant l'Incwala, o festa de la collita.